# Port lotniczy Lelystad
Port lotniczy Lelystad (IATA: LEY, ICAO: EHLE) – lotnisko znajduje się w mieście Lelystad (Holandia).